# Carex ventosa
Carex ventosa är en halvgräsart som beskrevs av Charles Baron Clarke. Carex ventosa ingår i släktet starrar, och familjen halvgräs.
Artens utbredningsområde är Chathamöarna. Inga underarter finns listade i Catalogue of Life.